# Aurila malaspinensis
Aurila malaspinensis är en kräftdjursart som beskrevs av Brouwers 1993. Aurila malaspinensis ingår i släktet Aurila och familjen Hemicytheridae. Inga underarter finns listade.